# 4710 Wade
4710 Wade è un asteroide della fascia principale. Scoperto nel 1989, presenta un'orbita caratterizzata da un semiasse maggiore pari a 2,2447677 UA e da un'eccentricità di 0,0929976, inclinata di 4,99774° rispetto all'eclittica.